# Manyacs de Parets
Els Manyacs de Parets són una colla castellera de Parets del Vallès, al Vallès Oriental, fundada l'any 2015.
Els inicis de la colla s'han de buscar a les xarxes socials, on a partir d'una proposta que es va fer en un perfil de Facebook es van ajuntar l'Albert Pérez i el Jordi Domènech, que van convocar una reunió al "club d'activitats de muntanya", on van assistir una trentena de persones. Un dels assistents a aquesta reunió, que va tenir molt bona acollida, va ser l'Ekaitz Landa, veí de Parets i membre de la colla dels Xics de Granollers va començar ajudant en la creació de la colla i va ser cap de colla fins a l'any 2017.
El diumenge 29 de maig del 2016 els manyacs van celebrar la seva diada de bateig, juntament amb els seus padrins els Castellers de Mollet del Vallès i els Castellers de Caldes de Montbui, van aixecar un castell 3de5 i un altre 3de5 amb agulla.
El dia 9 de juliol de 2016, a Parets, van aconseguir descarregar el seu primer 3de6 en solitari. El dia 17 de juliol, a Vacarisses, els Manyacs donen una passa més i aconsegueixen descarregar el primer 4d6 ajuntant-l'ho amb el 3d6 i fent un intent desmuntat del 3d6a. El dia 24 de juliol, la colla encara fa un altre pas important, a la Festa major de Parets del Vallès aconsegueix descarregar el 3d6, el 3d6 amb agulla i el 4d6, aconseguint descarregar tres castells de sis en una mateixa diada. El 2 de Juny del 2019 a La Trobada de Colles del Vallès Oriental, celebrada a Granollers, es va aconsguir per primera vegada descarregar la Torre de sis o 2d6, el seu millor castell fins a la data.

## Org1anització
La colla consta d'una junta directiva i una junta tècnica. Actualment tenen dos caps de colla o Co-caps la Mireia Heredero i en Marc Pérez, la junta directiva té com a presidenta a la Maider Quílez i com a sots-president al Juanan Oña.
Caps de colla
- 2015-2017: Ekaitz Landa
- 2017-2018: Eduard Guiu "EDU"
- 2019- 2020: Xavi Arias[7]
- 2021-2022: Víctor Dastes i Irene Arias.
- 2022-2023: Xavi Arias
- 2023-2024: Víctor Dastes
- 2025-Actualitat: Mireia Heredero i Marc Pérez

Presidents
- 2015-2016: Maider Quílez / Meritxell Aguilera[8]
- 2017-2018: Ferran Soto / Albert Aguilera
- 2019-2024: Jordi Domènech / Albert Aguilera.[7]
- 2024-Actualitat: Maider Quílez / Juanan Oña.